# Nemir (roman)
Nemir je družbeni roman slovenske pesnice, pisateljice, prevajalke in publicistke Miriam Drev, ki je sicer bolj znana po svojem prevodnem opusu ter pesniških zbirkah. Prvič je izšel leta 2014, pri založbi Modrijan. Najprej je bil načrtovan kot enodelna zgodba, ki pa se je nato razvejila na tri vsebinske dele, povezane v eno knjigo.  
Pisateljica je za prepričljivejše podajanje zgodbe, razpete med različnimi kulturnimi in zgodovinskimi sferami, raziskovala tudi zgodovinske vire in zapise o nekaterih kulturah. Ena od glavnih junakinj v tem romanu, pa je celo povzeta po resnični osebi. 

## Vsebina
Zgodba se odvija na ozemlju Slovenije, Avstrije in Madžarske, v 90-tih letih 20. stoletja. Spoznamo Slovenko Emo, novinarko in ločeno mati dveh hčera, madžarskega begunca Tiborja, ki živi in dela v Avstriji ter Indijko Sangito, ki jo je študij glasbe prav tako pripeljal v Avstrijo. Vsak od njih nosi s seboj skozi življenje vezi lastne preteklosti, ki jih na nek način določajo in vplivajo na njihove odločitve, ter jim občasno puščajo notranji nemir.
Emino preteklost tako spoznamo v luči propadlega zakona, iz katerega sta ji ostali dve nadebudni hčeri, ter zaupen odnos s taščo Anuško. Življenje pa se ji začne hitreje odvijati, ko na konferenci v Londonu, kjer se nahaja zaradi službenih dolžnosti, pritegne njeno pozornost moški, s katerim se na isti dan, dvakrat po naključju sreča. Ta moški je Tibor, ki je po zatrti revoluciji leta 1956, pobegnil iz Madžarske, ter na novo zaživel v Avstriji. Še vedno pa ga spremljajo družinske sence odtujene matere in zločinskega brata, ki ga poskušajo prikleniti nazaj domov z izvabljanjem občutkov krivde pri njem. Ema se začne z njim vse pogosteje, najprej neobvezno srečevati, ter zbliževati, saj se ji na začetku predstavlja kot zabaven in razgledan človek, z nekaterimi podobnimi pogledi na življenje. Njuno skupno zatočišče, kjer se lahko čez vikend srečujeta, postane Gradec v Avstriji, do katerega pa morata oba premagati veliko kilometrov ceste. 
Tibor seznani Emo tudi s svojo dolgoletno prijateljico Sangito, ki je tekom let priseljenstva v Avstriji, razširila marsikateri indijski kulturni okvir, ter se tako do neke mere prilagodila in sprejela miselnost zahoda. Seveda tega njeni domači niso sprejeli z odobravanjem, kar je bil tudi eden izmed razlogov, da se ni po končanem študiju glasbe vrnila domov. S Tiborjem sta si bila blizu predvsem zaradi izkušenj s priseljenstvom, v katerem sta si bila marsikdaj v oporo. Pomagal ji je najti primernejše stanovanje, jo naučil voziti avto. Tako je Sangita poznala Tiborja predvsem s prijateljske plati, medtem ko ga je Ema spoznavala z bolj intimne, partnerske, v kateri pa je postajal marsikdaj razdražljiv, skrivnosten in hladen. Njun odnos se opazneje zaostri po prometni nesreči, ki jo iz malomarnosti povzroči Tibor. Ema kasneje z njim nenačrtovano zanosi, kar povzroči dodaten odklonilen odnos Tiborja do nje. Zgodba se izteče v nepričakovan konec.
Roman se torej veliko ukvarja z vprašanjem, koliko na naše odločitve in življenjska razpotja vpliva lastna volja in koliko družinska zgodovina. 
Pogosti zasuki in preobrati, ter duševni razvoj literarnih likov, v tem romanu naredijo branje zanimivo. Jezik oz. slog pisanja pa sega skozi zgodbo od tekočega in hudomušnega, do težko razumljivega, filozofsko obarvanega razpravljanja, ali čisto zgodovinskega navajanja dogodkov.

## Zbirka
Knjiga je izšla v zbirki Bralec, pri založbi Modrijan. 